# Клиника „Мейо“
Вижте пояснителната страница за други значения на Мейо.
Клиника „Мѐйо“ (Mayo Clinic) е американска нетърговска организация, един от най-големите частни медицински и изследователски центрове в света. Болницата е основен работодател и градообразуващо предприятие за американския град Рочестер (щат Минесота). Зданията на клиниката заемат значителна част от градския център.
Д-р Уилям Уоръл Мейо (1819 – 1911) е назначен по разпределение в Рочестър през 1863 г. във връзка със събитията от Гражданската война. Той решава да остане завинаги в този град и година по-късно премества семейството си в Рочестър. След четвърт век медицинска практика, с даренията от женския манастир Св. Франсис, благодарен му за помощта му при ликвидиране на последствията от опустошителен ураган, той открива клиника през 1889 г.
До 1939 г. клиниката се ръководи от двамата му синове – Уилям Джеймс и Чарлз Хорас. Трансформацията си в медицински център от национален мащаб институцията дължи на техния партньор Хенри Стенли Пламър (1874 – 1936), който въвежда иновативни подходи в диагностиката и разработва оригинална система за запис на пациенти. Най-старата сграда в кампуса, построена през 1927 г. в стил Арт Деко, носи неговото име. По това време тази сграда е най-високата в щата, вписана е в Националния регистър на историческите места на САЩ през 1969 г.
Към 2012 г. клиниката „Мейо“ е образцов медицински център, в който работят 50,9 хиляди души, включително 3800 лекари и учени. Приходите на клиниката за 2012 г. надхвърлят 8,8 милиарда долара; около 500 милиона долара се отделят за научни изследвания. Годишните приходи на клиниката през 2013 г., според Forbes, са 3,74 млрд. щ.д. Болницата разполага с престижен медицински факултет. Медицински институции под егидата на клиниката „Мейо“ работят в 70 града в Съединените щати, като най-големите поделения са във Финикс и Джаксънвил.
През 2022 г. повече от 1,3 милиона различни пациенти от всичките 50 щата и от 138 държави са прегледани в поделенията на клиниката „Мейо“.
- Зданието на Пламър
- Паметник на братята Мейо